# Passiflora triloba
Passiflora triloba là một loài thực vật có hoa trong họ Lạc tiên. Loài này được Ruiz & Pav. ex DC. mô tả khoa học đầu tiên năm 1828.